# Birger Dahlerus
Jean Birger Essen Dahlerus, född 6 februari 1891 i Stockholm, död 8 mars 1957 i Stockholm, var en svensk civilingenjör och industriman. Dahlerus har blivit känd för sitt privata försök till fredsmission mellan England och Tyskland strax före andra världskrigets utbrott, och andra amatördiplomatiska strävanden.

## Biografi
Dahlerus var son till revisorn John Dahlerus och Betty von Essen af Zellie, kusin med Carin Göring samt gift 1915–1935 med Erna Lucia Richardt från Finland och från 1936 med Elisabeth Rabe, tidigare gift Nissen, från Tyskland.
Birger Dahlerus var verkställande direktör för Bolinders Fabriks AB. Han var mycket språkbegåvad och hade goda kontakter med engelska och tyska framstående personer, exempelvis Hermann Göring som han fick kontakt med genom sin bekantskap med hans fru Carin. Göring hjälpte även paret Rabe och Dahlerus att få gifta sig och Dahlerus hjälpte Görings styvson, Carins son Thomas, att få sitt första jobb.

### Fredsmäklare
Den 2 juli 1939 var Dahlerus gäst på en middag med framstående brittiska affärsmän. Värd för middagen var den  konservativa politikern Charles Spencer. Under detta möte diskuterades möjligheterna att förhandla med Göring för att förhindra ett krig. Dahlerus med sina kontakter ansågs kunna få en nyckelroll för att få till stånd en förhandling mellan de engelska och nazityska regeringarna. Tre dagar senare hade Dahlerus sitt första möte med Göring i denna fråga.
I sin privata amatördiplomatiska mission för att förhindra ett krig reste Dahlerus mellan Tyskland, England och Sverige, och träffade i hemlighet bland andra Adolf Hitler, Hermann Göring, den svenska statsministern Per Albin Hansson, den norska statsministern Johan Ludwig Mowinckel, den engelska utrikesministern Lord Halifax, den brittiska ambassadören i Berlin Sir Nevile Henderson, den brittiska ambassadören i Stockholm Sir Edmund Monson, bland många andra.
Den 7 augusti 1939, tre veckor före invasionen av Polen, lyckades Dahlerus få till ett möte i sin bostad nära den danska gränsen i Schleswig-Holstein, mellan Göring, brittiska ministern Nevile Henderson, brittiska ambassadrådet Sir George Ogilvie-Forbes, och med Dahlerus som medlare. Britterna sökte övertyga Göring om att London skulle hålla löftet att bistå Polen om det blev angripet. Mötet ledde dock inte till något.
Den 27 augusti 1939, tre dagar innan andra världskriget inleddes, fick Dahlerus till slut träffa Adolf Hitler privat, tillsammans med Hermann Göring. Mötet verkar inte ha varit fruktsamt, utan istället beskriver Dahlerus i sin biografi Sista försöket, London – Berlin sommaren 1939 från 1945, Hitler som en osammanhängande och rabblande galning. Några dagar senare, den 1 september 1939 träffades Dahlerus och Hitler igen, med samma bristande resultat. Dahlerus fortsatte ändå sina försök att få till stånd en fred mellan Tyskland och Storbritannien. Dahlerus tredje och sista möte med Hitler skedde den 26 september 1939, utan resultat. I februari 1940 reste han istället till Moskva för att mäkla fred i det finsk-ryska vinterkriget. Även detta utan resultat.
Dahlerus hade en mängd andra fruktlösa diplomatiska möten, bland annat med fokus att lösa konflikten i Narviksområdet. Den 15 juni 1941, några dagar innan operation Barbarossa, träffade Dahlerus Hermann Göring en sista gång. Göring berättade om planerna på att invadera Ryssland och föreslog av Dahlerus skulle kontakta svenska regeringen om jordbruksbistånd till Ukraina, som Göring ansåg skulle vara erövrat inom några veckor. Den 20 juni träffade Dahlerus Sveriges folkhushållningsminister Axel Gjöres och berättade om planerna på ett program för att hjälpa Ukrainas bönder, genom att skicka agronomer och dylikt. Gjöres avböjde. Detta var Dahlerus sista försök som fredsmäklare.

### Efter kriget
Under rättegången mot Hermann Göring i Nürnberg 19 mars 1946 kallades Dahlerus som vittne för försvaret, där Dahlerus försäkrade att Göring verkat för att det inte skulle bryta ut krig mellan Tyskland och Storbritannien.
I sin självbiografi Sista försöket, London – Berlin sommaren 1939, som kom ut 1945 skriver Dahlerus om sina olika amatördiplomatiska försök, främst med fokus på de som föregick krigsutbrottet.
Dahlerus är begravd på Djursholms begravningsplats. Han har fått en väg uppkallad efter sig i Kallhäll, Birger Dahlerus väg.